# Xesús Ferro Ruibal

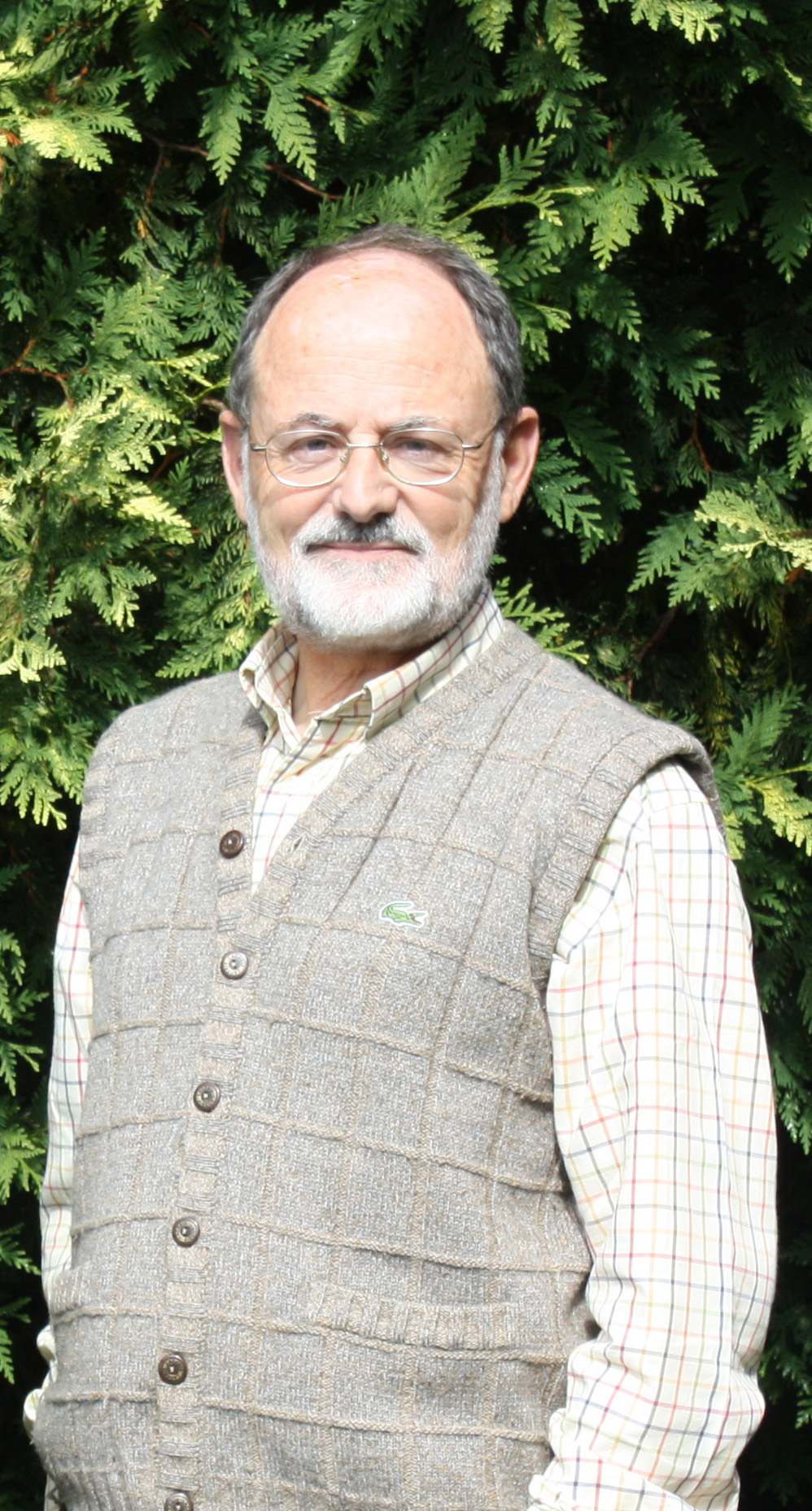
Xesús Ferro Ruibal.

Xesús Ferro Ruibal (Moraña, Pontevedra, 1944) es un teólogo, latinista y escritor gallego.
Miembro de la RAG, colaboró en la traducción al gallego de la Biblia. Actualmente trabaja en el proyecto de fraseología de Centro Ramón Piñeiro para a Investigación en Humanidades, donde edita periódicamente sus cuadernos.
Profesor del IES Illa de Tambo (anteriormente IES Salvador Moreno) de Marín (Pontevedra) donde impartió durante varios años de la década de los 90 la asignatura de latín en los cursos segundo y tercero de bachillerato.
Gran amigo de Ramón Castromil, siempre ha tenido un gran aprecio por sus alumnos, organizando conciertos de música y otras actividades e involucrándose en su formación, fomentando el uso del gallego y promoviendo la recuperación de las costumbres y usos gallegos, como la repartición de horas de regadío para los molinos de Currás (Seixo, Marín), obtenido de uno sus alumnos.
Desde el 4 de mayo de 1996 es miembro numerario de la Real Academia Gallega.

## Obra
- Dido e Eneas. Xénese, nacemento e vida de dous personaxes polémicos da Eneida, 1983
- Refraneiro galego básico, 1987
- A Igrexa e a lingua galega, 1988
- Diccionario dos nomes galegos, 1992